# Pandanus sambiranensis
Pandanus sambiranensis är en enhjärtbladig växtart som beskrevs av Ugolino Martelli. Pandanus sambiranensis ingår i släktet Pandanus och familjen Pandanaceae.
Artens utbredningsområde är Madagaskar. Inga underarter finns listade.